# Església de Sant Nicolau de Bari (Requena)
L'església de Sant Nicolau és la més antiga de les tres esglésies existents a Requena (Província de València, Espanya). Situada al costat de la muralla medieval al primitiu raval de la ciutat, va ser declarada conjunt históric-artístic el 1966. Va ser a l'origen un temple gòtic finalitzat al segle xv, que va ser objecte de successives ampliacions i reformes en l'estil arquitectònic de cada moment. Constitueix una magnífica i harmoniosa síntesi del gòtic, renaixement, barroc i neoclàssic, realitzada per importants arquitectes i artistes del seu temps.

## Resum històric
Es formulen diverses hipòtesis sobre l'origen d'aquesta església, encara que no sembla posar en dubte que és la més antiga respecte a les altres dues esglésies requenenses. Cobra força la hipòtesi de Piqueras Haba que al costat de Rafael Bertomeu dona suport a la tesi d'una primitiva capella consagrada a la Puríssima que pogués haver servit com a església cristiana en temps del califat de Còrdova, com que les esglésies del Salvador o de Santa Maria són mesquites que van ser consagrades com a esglésies cristianes després de la conquesta. El fet del seu ús com a església cristiana des dels seus orígens en justificaria la major antiguitat.
L'advocació de l'església a Sant Nicolau el Gran, patró de la ciutat, és senyal de la importància que des de l'origen va tenir aquesta parroquial. Sant Nicolau va posseir els privilegis inherents a la seva fundació com a parròquia més antiga i entre aquests hi havia el d'organitzar la processó del Corpus Christi «a costa del Rey nuestro Señor» como pot llegir-se en les anomenades «Constituciones del cabildo Eclesiástico de esta Villa» » renovades el 1762.
És possible que l'església gòtica s'enviés construir pels primers pobladors cristians de la Vila, 30 cavallers de la nòmina del rei i eclesiàstics del bisbat de Conca, poc temps després d'haver estat atorgada la Carta Pobla per part d'Alfonso X en 1257.
La primera notícia de la construcció es conserva en una inscripció a la seva fàbrica que diu: «Esta iglesia se composió a… de junio de MCCCCLVIIII años siendo cura de ella el honrado Hernán Pérez de Enjuano» Se suposa que l'església va ser acabada en aquesta data, si bé se sap que la façana gòtica va ser construïda cap a l'any 1551. Segons el manuscrit de Marcos Pedrón, contemporani d'aquesta, que també parla d'altres obres sense especificar realitzades entre 1551 i 1558.
La façana gòtica, segons alguns autors, va ser destruïda en la Guerra de Successió Espanyola, en un bombardeig que va deixar en estat ruïnós l'edifici gòtic i l'absis va ser suprimit per l'ampliació iniciada el 1723.
Aquesta ampliació va ser conseqüència d'un moment florent i de bonança econòmica de Requena, i va ser executada en l'estil neoclàssic al gust de l'època. L'obra va començar entre 1723-1727 i en l'estat actual de l'església, correspon al tram final del temple que inclou el creuer, la cúpula i el presbiteri.
Els responsables d'aquesta intervenció van ser José Mínguez i Antonio García. El primer aragonès, format al taller de València de Pérez Castiel, va col·laborar en la construcció del Palau de Sant Pius V, a l'església parroquial de Xelva, a València a San Lorenzo i a les torres campanar de Sant Valero de Russafa, entre d'altres. Antonio García, també valencià, va treballar en la parroquial de Xiva i també se sap que va col·laborar a Requena a l'església de Santa Maria.
També hi van intervenir Mauro Minguet, mestre d'obres, Pérez Castiel, arquitecte, l'escultor Ignasi Vergara, Tomás Artigues, escultor i tallista, i el pintor José Parreu que va realitzar les pintures del reresagrari, conegut per les seves aportacions a la pintura al fresc en matèria de vernissos i colorants.

## Descripció arquitectònica
L'església, segons descriu el diccionari de Madoz, té «51 varas de larga y 11 ½ de ancha. Delante del presbiterio hay un cimborrio crucero con una elevación céntrica de 24 varas, y un diámetro de cúpula d'11 varas y cuarto».
L'edifici  gòtic constava d'una sola nau els quatre trams es cobrien per voltes de creueria que descansen en els contraforts, entre aquests s'ubiquen les capelles laterals. La il·luminació es resolia mitjançant òculs laterals quedant la coberta de les capelles a un nivell inferior de la part central. No obstant els arcs formers de les voltes recorden els que s'estan fent a l'església valenciana del Patriarca al segle xvi i les de Sant Andreu i Sant Esteve de principis del xvii, i podrien ser les obres que s'estan executant en aquesta època a què al·ludeix Pedrón en el seu manuscrit anteriorment citat. Possiblement es va realitzar una recomposició de les voltes de creueria a la manera ja del segle xvi.
Queden restes d'una decoració posterior barroca, a les capelles laterals, consistent en una motllura trencada adornada al centre per angelots i els marcs de les finestres d'aquestes. També es conserven en aquest estil les claus penjants de les voltes de creueria, que recorden les de l'església de Sant Esteve de València.
Entre 1723 i 1788 Sant Nicolau va ser objecte d'importants ampliacions amb l'objecte de convertir-la en una església al gust del moment. I va ser realitzat el creuer, la cúpula semiesfèrica sobre tambor i el presbiteri, un absis semicircular després d'un tram de volta de canó, que es conserven. Es insinuen els braços del creuer, donant-los l'alçada de la nau central. La solució de la coberta es resol elevant els murs exteriors de les capelles laterals, cobrint la nau amb un sostre a dues aigües ocultant les primitives entrades de llum. A més d'aquesta ampliació Mínguez i García van revocar tot l'interior del temple, cobrint amb motllures i arrebossats el primitiu temple.
El 1742 es realitza la torre amb els mateixos materials (maó per al campanar i rajoles vidriades en blau i verd per la teulada) que els utilitzats en la cúpula. Per això es podria atribuir als mateixos Mínguez i García, encara que aquesta obra es retardés respecte a les altres obres. La construcció de la torre va afectar greument l'edifici perquè va trencar la volta primitiva del primer tram, el que en va afeblir l'estructura.
En canvi la portada de pedres carreus no guarda semblances constructives amb la torre i a més va ser realitzada més tard segons la inscripció que apareix en el seu frontis :
«Se hizo esta iglesia con. do la Iglesia Unive
N.º S. S.º Pío VI. La de Cuenca el Ilmo. Sr. D.
Felipe Antonio Solano. Los R. de España
la Mag. de el señor D. Carlos III. Esta parroquial
el Dr. D. Benito Cuevas de la Fuente.
Y siendo mayordomo de su fábrica D. Joseph
Enriqu de Navarra y Zelaia. Año MDCCLXXXVIII.»
Segueix un cànon propi de l'estil neoclàssic. La porta adovellada és emmarcada per dues pilastres dòriques d'ordre geganta que sustenten un frontó triangular que serveix de coronació d'aquesta. Sobre la porta adovellada hi ha un medalló del patró Sant Nicolau de Bari.
Durant el segle xix l'església va ser sotmesa a certes reformes d'escassa importància. Es van obrir uns soterranis sota el presbiteri, per habilitar-los com ossera, que recentment han quedat al descobert.
El 1849 es van obrir capelletes sobre els murs de l'església per donar aixopluc a diverses imatges procedents de l'antic convent de Sant Francesc, exclaustrat el 1835. De mitjan segle van ser les pintures al fresc de Vicente Lledó i que després es perdrien. Més tard es va restaurar la capella del sagrari i la van dotar de noves pintures i d'un altre retaule, corrent a costa de Josep de la Presó Marcilla.
Finalment, les tres campanes que es conserven van ser plaçades al llarg del mateix segle xix.
Durant la guerra civil de 1936, igual que la resta de les esglésies de Requena, Sant Nicolau va ser saquejada. Les imatges van ser cremades a la foguera encesa a la plaça i les portes, finestres i bigues utilitzades com a combustible per protegir-se del fred.
El temple després de la guerra civil va ser tancat al culte i va patir un ràpid deteriorament.